# أصار

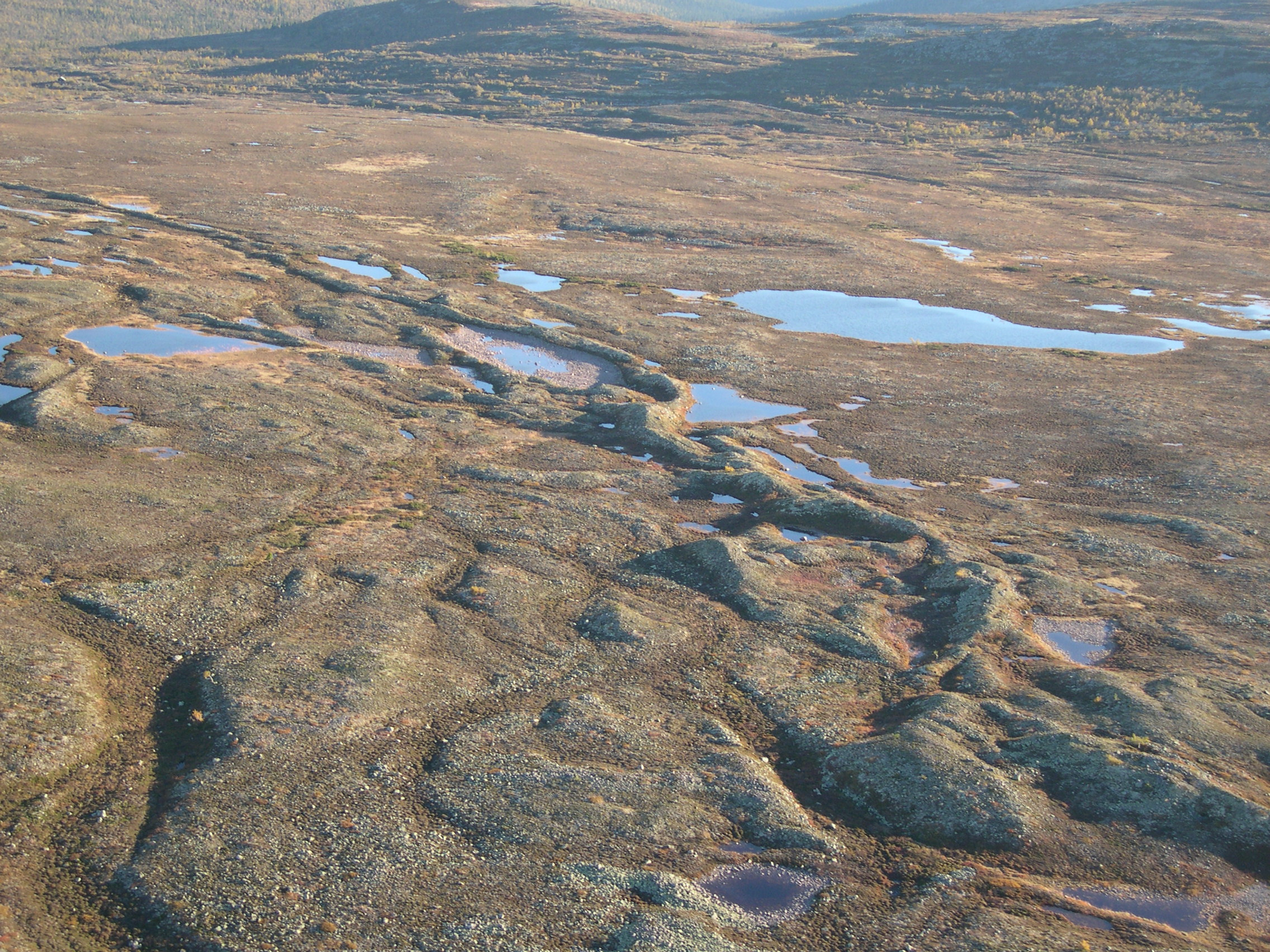
أصار في غرب السويد

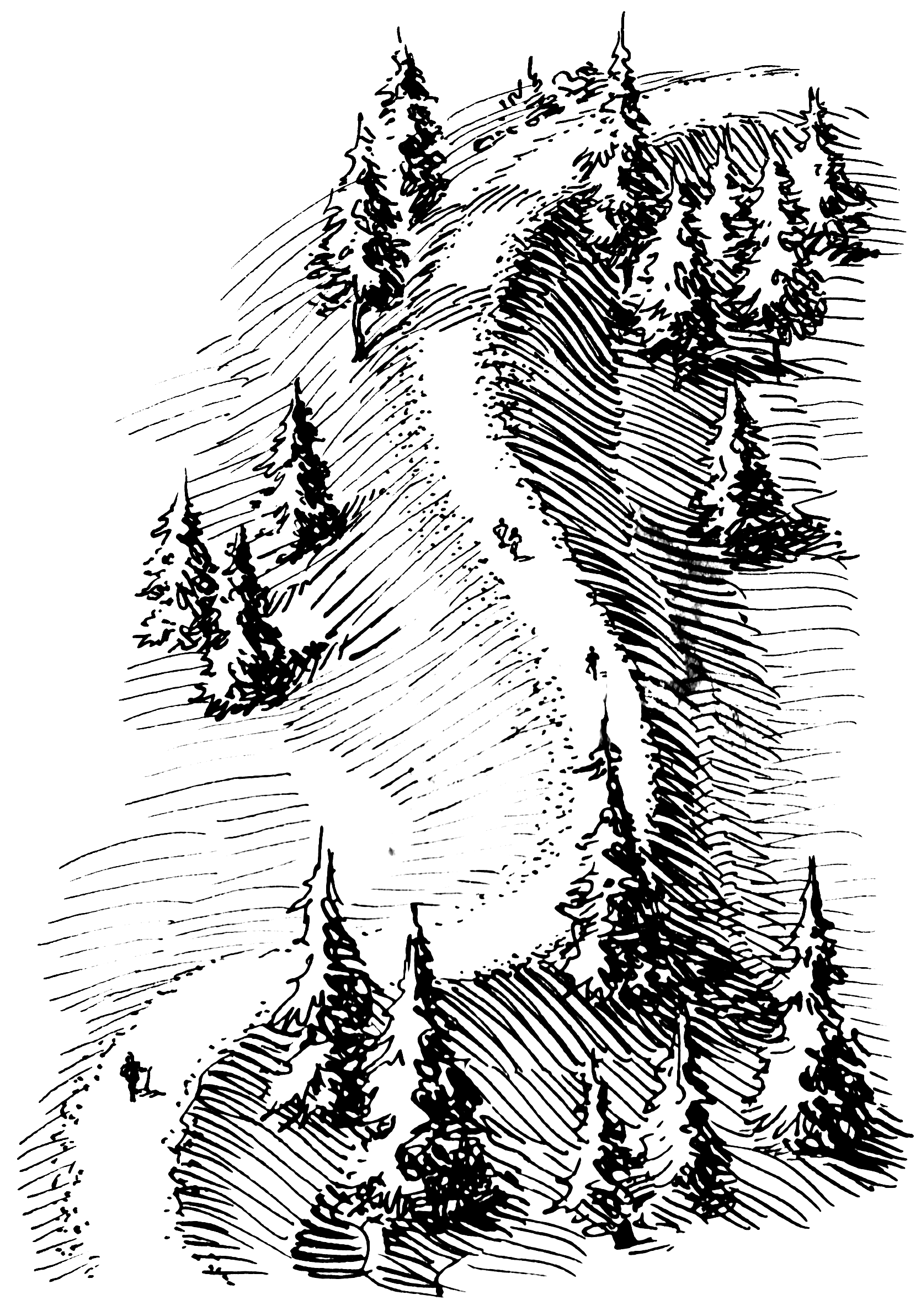
يستخدم الأصار مسارًا للمشي لمسافات طويلة

الأصار أو الإسكر أو الإسكير أو الإسكار حيد طويل متعرج من الرمل والحصى الطبقي في مناطق الأنهار الجليدية والمتجمدة سابقًا من أوربة وأمريكة الشمالية. غالبًا ما يبلغ طول السكة عدة كيلومترات، وبسبب شكلها الموحد، تبدو مثل مسارات السكك الحديدية المرتفعة.